# Донець-Захаржевський Федір Григорович
Федір Григорович Донець-Захаржевський (? — 1706) — український козацький військовий та державний діяч. Наказний полковник Харківського слобідського козацького полку за часів полковництва батька, Григорія Єрофійовича Донця. Полковник Харківського слобідського козацького полку (1691—1706). Стольник.

## Біографія
Костянтин Григорович народився в сім'ї видатного козацького діяча Слобожанщини полковника Харківського полку Григорія Єрофійовича Донця. Брав участь в походах батька.
У 1687, 1689 роках разом з батьком брав участь в Перекопських походах, в війську В. В. Голіцина.
У 1691 році вже був полковником Харківського полку.
У 1693 році відбив навалу татар на чолі з Нуреддин-султана.
У 1695 році — Харківський полк очолюваний Федором Григоровичем бере участь в поході на Кизикермен та Тавань. Під час морського походу гетьмана Івана Мазепи до Кизикермена укомплектував, та надав йому десять стругів.За цей похід Федір Григорович одержує від московського царя подяку та грамоту.
У 1697 році — Федір Григорович знову очолює похід козаків Харківського полку на Кизикермен. У той же час татари напали на землі полку, але були розбиті військом брата полковника — наказного полковника Івана Григоровича.
У 1704 році — в зв'язку з тим, що місто Валки було винищене пожежею, Федір Григорович просить у московської влади дозволу на відновлення міста й фортеці. Дозвіл було отримано, з Білгорода було також надіслано дві мідних гармати та порох.
У 1706 році — Федір Григорович Донець помер на річці Самара, де був у поході проти розкольників донців. Тіло було перевезено до Харкова, та поховано в Покровському монастирю. Після його смерті, на прохання харківських та ізюмських козаків полковником стає родич Федора Григоровича Шидловський Федір Володимирович, який вже був полковником Ізюмського полку. Таке прохання було спричинене з того, що син померлого полковника був ще малим, а полковника з іншого роду, вони не бажали.

## Місце поховання
Покровський монастир довгий час використовувався для поховання керівників Харківського та Ізюмського козацьких полків. Померлий 28 серпня 1706 року на річці Самарі Федір Григорович був перевезений до Харкова, та похований в монастирі під полом нижнього храму в кам'яній крипті. На металевій дощечці зроблено напис «Року 1706, серпня, 28 дня, в середу помер раб Божий Федір Григорович Захаржевський, полковник Харківський, в полку на Самарі та похований в Харкові».

## Родинні зв'язки
Мав двох братів Костянтина та Івана, а також сестру. Був одружений (дружина невідома), родина мала трьох дітей: Івана, Марфу та Параскеву.
- Іван Федорович — наказний полковник Харківського полку (приблизно 1714—1734);
- Марфа Федорівна Квітка (пом. 1721 рік) — дружина полкового судді Романа Григоровича Квітки;
- Параскева Федорівна Кропоткіна (пом. 1721 рік) — дружина князя Якова Микитовича Кропоткіна.